# Azzo I Sessi

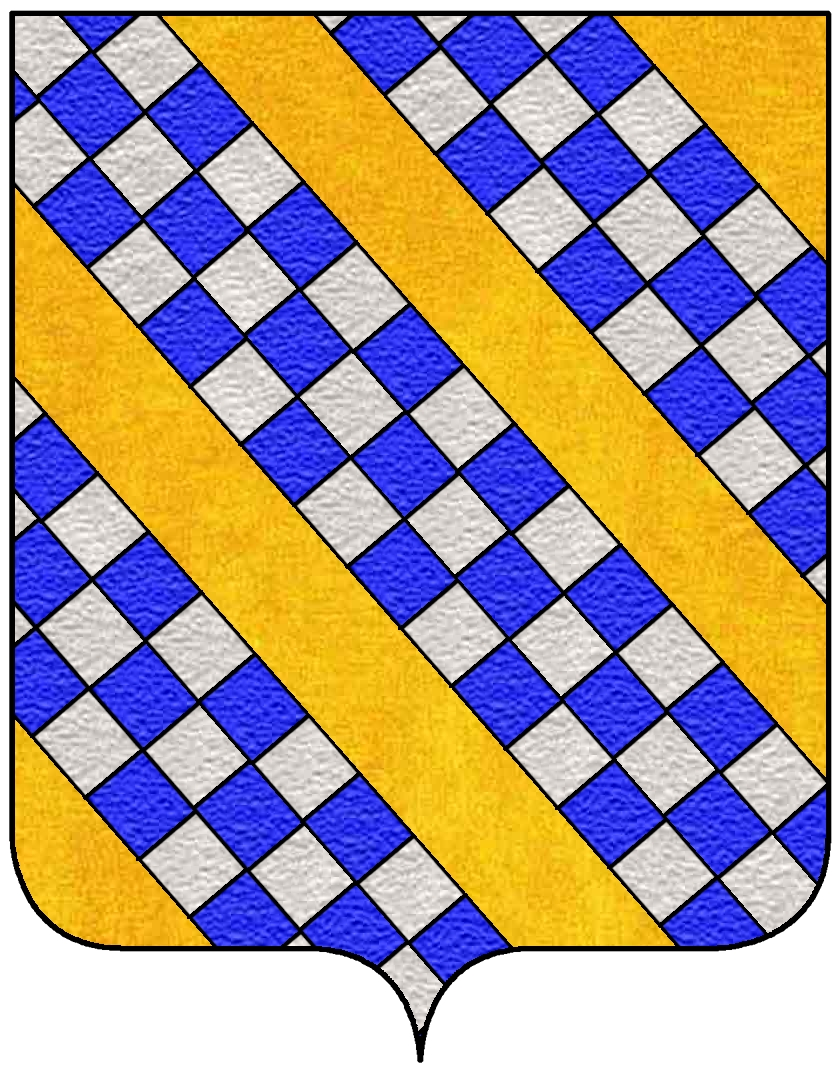
Stemma di famiglia

Azzo I Sessi (... – 1380 circa) è stato un condottiero italiano.

## Biografia
Nacque da Frignano nella nobile famiglia dei da Sesso di Reggio Emilia, di origini longobarde.
Fu condottiero al soldo degli Scaligeri di Verona e nel loro territorio riuscì a crearsi il piccolo feudo di Sandrigo (Vi).

## Discendenza
Sposò in prime nozze Daria Fogliani, figlia di Giberto, signore di Reggio Emilia, uccisa da Azzo a causa di adulterio. Sposò in seconde nozze Maddalena da Correggio, figlia di Giberto IV, signore di Correggio. Lasciò eredi di numerose proprietà i figli, che le divisero nel 1391:
- Giberto, podestà di Bergamo, fu al servizio degli Scaligeri
- Frignano, condottiero e politico, sposò Chiara Proto
- Ugolino (?-1395), vescovo di Reggio Emilia e signore di Rolo
- Palmerio, capitano al servizio degli Scaligeri, podestà di Vicenza
- Nicolò